# Monte Re
Il Monte Re (Kraljevska špica in sloveno, Königsberg in tedesco), (1.912 m s.l.m.) è una montagna delle Alpi Giulie situata in provincia di Udine.

## Caratteristiche
Si tratta di una elevazione isolata che sorge tra la valle di Riofreddo e la val Rio del Lago all'altezza dell'abitato di Cave del Predil. Il suo nome è legato all'antica attività estrattiva che si è svolta sulle sue pendici fin dall'epoca romana.

## Salita alla vetta
Si può salire tramite un sentiero piuttosto ripido che inizia presso alcune vecchie costruzioni minerarie sopra il paese di Cave del Predil.